# Kościół św. Małgorzaty w Bielsku-Białej
Kościół Świętej Małgorzaty – rzymskokatolicki kościół parafialny należący do dekanatu Bielsko-Biała II – Stare Bielsko diecezji bielsko-żywieckiej. Znajduje się w dzielnicy Kamienica.
Budowa świątyni została rozpoczęta w drugiej połowie sierpnia 1897 roku według projektu wiedeńskiego architekta Karola Stainhofera. Prace budowlane prowadził Andrzej Walczok z Bielska. Koszt budowy został oszacowany na 60000 guldenów austro-węgierskich. Nazwiska ofiarodawców, do których należeli między innymi papież Leon XIII i kardynał Georg Kopp, zostały umieszczone na tablicy wykonanej z czarnego marmuru. W dniu 11 czerwca 1899 roku świątynia została konsekrowana. Budowlę konsekrował wspomniany wyżej biskup wrocławski kardynał Georg Kopp. W metalowej puszce pod wieżą został umieszczony dokument budowy nowej świątyni z datą 3 lipca 1898 roku.
Jest to budowla reprezentująca styl neoromańsko-neogotycki i wzniesiona na planie krzyża, wymiary świątyni to: długość – 25 metrów, szerokość – 11 metrów. Do kościoła jest dostawiona asymetrycznie ustawiona wieloboczna wieża posiadająca wysmukły hełm i nakryta spadzistym dachem miedzianym; jej wysokość od strony głównego wejścia to 40 metrów. W wieży znajdowały się dwa dzwony, które zostały zarekwirowane podczas działań wojennych w czasie I wojny światowej. W latach sześćdziesiątych XX wieku świątynia została zradiofonizowana i otrzymała ogrzewanie, wyremontowane zostały dach i wieża oraz zostały założone nowe tynki. W 1968 roku biskup katowicki Herbert Bednorz konsekrował trzy nowe dzwony.